# La Panthère noire (film, 1921)
Pour plus de détails, voir Fiche technique et Distribution.
La Panthère noire (titre original : The Black Panther's Cub) est un film américain réalisé par Émile Chautard et sorti en 1921.

## Synopsis
La fille de l'ancienne propriétaire d'une maison de jeu parisienne se fait passer pour sa mère, et rouvre l'établissement alors qu'elle est en manque d'argent.

## Fiche technique
- Réalisateur : Émile Chautard
- Scénario : Philip Bartholomae d'après une histoire d'Ethel Donoher[3] et le poème Faustine d'Algernon Swinburne
- Producteur : William F. Ziegfeld
- Photographie : Alfred Ortlieb, Jacques Montéran
- Production : Ziegfeld Cinema Corporation
- Genre : Mélodrame
- Distributeur : Equity Pictures Corporation
- Durée : 5 bobines
- Date de sortie :
  - États-Unis : 15 mai 1921

## Distribution

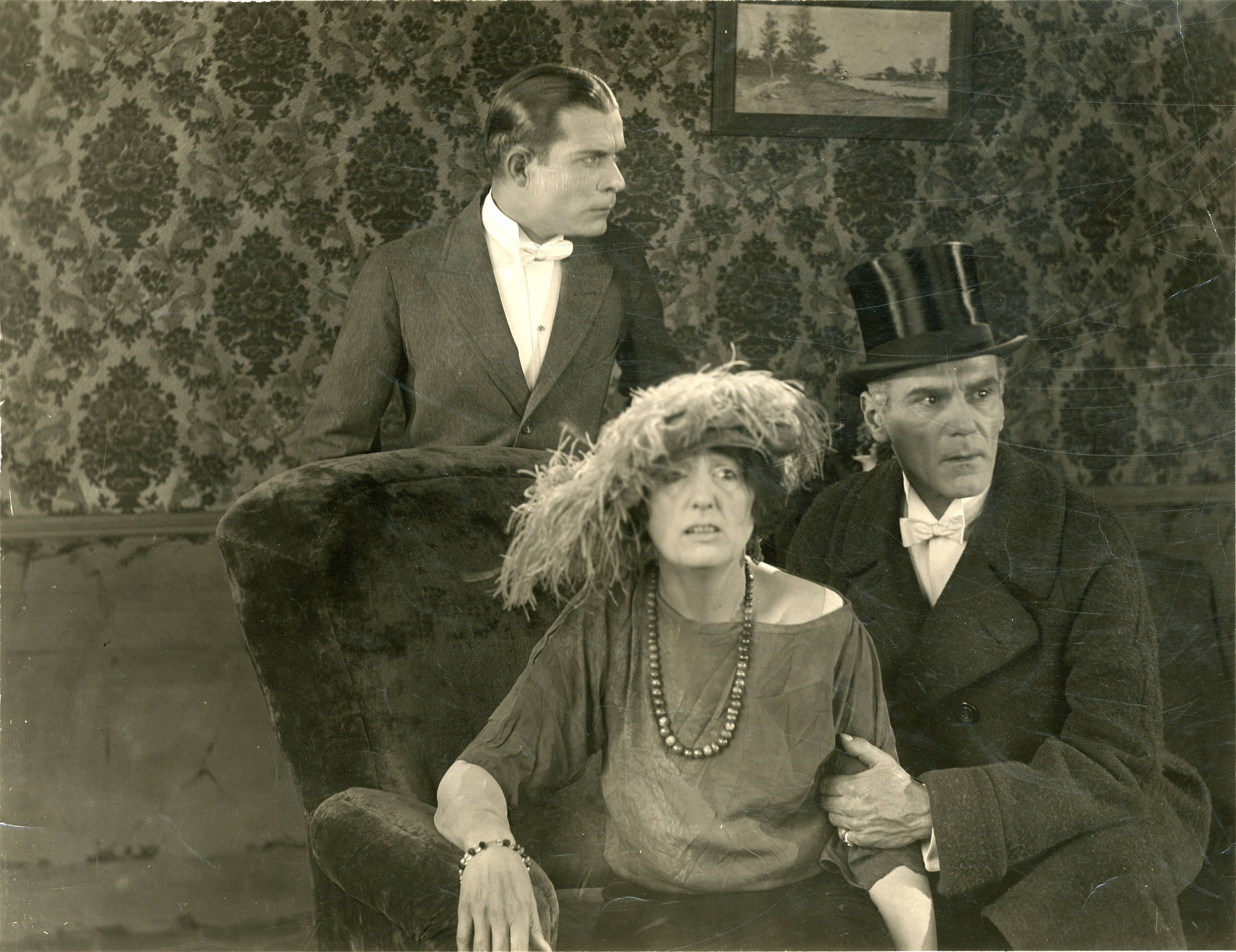
Une scène du film avec Florence Reed, Earle Foxe et Norman Trevor.

- Florence Reed : The Black Panther / Mary Maudsley / Faustine
- Norman Trevor : Sir Marling Grayham
- Henry Stephenson : Clive, Earl of Maudsley
- Paul Doucet : Victim of Chance
- Don Merrifield : Sir Charles Beresford
- Henry Carvill : Lord Whitford
- Louis R. Grisel : Butler (credited as Louis Grisel)
- Earle Foxe : Lord Maudsley
- William Roselle : Hampton Grayham
- Paula Shay : Evelyn Grayham
- Halbert Brown : Mr. Laird
- Charles Jackson : Stable Boy
- Ernest Lambart : Money Lender
- Frank DeVernon : Philanthrope
- Tyrone Power Sr. : Conte Boris Orliff